# قوت القلوب (مسلسل)
قوت القلوب مسلسل درامي، مصري من إنتاج سنة 2020. المسلسل من إخراج مجدي أبو عميرة،
وتأليف محمد الحناوي، ومن بطولة ماجدة زكي، ومحمد أنور، وإسلام جمال، وسهر الصايغ.

## القصة
تعمل قوت كعاملة في إحدى المدارس تحاول إعالة أسرتها ورعايتها، ولكن يتعرض ابنائها للعديد من المتاعب في حياتهم بسبب طيبة أمهم ولكن سرعان ما تجد قوت نفسها في صراع بين الخير والشر.

## طاقم التمثيل
- ماجدة زكي
- محمد أنور
- إسلام جمال
- سهر الصايغ
- كارولين عزمي
- هايدي رفعت
- باسم سمرة
- ليلى عز العرب
- حمادة بركات
- مصطفى درويش
- أيمن قنديل
- شمم الحسن
- سامي مغاوري
- أحمد حلاوة
- عزة لبيب
- نرمين ماهر
- منير مكرم
- إسماعيل فرغلي
- هدى الإدريسي
- صلاح الحسيني
- دنيا النشار
- فادي خفاجة
- عمرو صحصاح
- رانيا فريد شوقي
- خالد زكي
- حمادة صميدة
- داليا شوقي
- أحمد عنان

## إنتاج
- كتب محمد الحناوي قصة المسلسل، وكان المسلسل من أخراج مجدي أبو عميرة وإنتاج تامر مرسي.